# Mainzer Landstraße
De Mainzer Landstraße in Frankfurt am Main is een zeer interessante straat die het westen verbindt met het stadscentrum en het westelijke deel van de stad. De straat loopt (min of meer) grotendeels parallel (noordwaarts) aan de Main en is met zijn 8,3 kilometer de op één na langste straat van Frankfurt, na de Homburger Landstraße.

## Geschiedenis
De Mainzer Landstraße werd tussen 1746 en 1750 aangelegd om de snelweg te verbreden. Vrijwel al het intercityverkeer tussen Frankfurt en Mainz verliep over deze weg tot de aanleg van de hoogste ringweg, die van 1932 tot 1934 Intercityweg 40 heette.
Als u dit wilt doen, kunt u de basisprincipes van de Mainzer Landstraße gebruiken. De straat ontwikkelde zich tot een van de belangrijkste industriële assen tot een van de industrieën van Frankfurt. De eerste fabrieken werden gebouwd in de eerste helft van de 19e eeuw. Vanaf de 19e eeuw veroorzaakten de bronsfabriek van F. A. Junge en de gasfabriek, die gas produceerde uit olie en teer, aanzienlijke stankoverlast en een constant brandgevaar. Na 1860 opende de gasfabriek aan de Gutleitstraße. In de jaren 1880 werd de bouw van de Mainzer Landstraße westwaarts voortgezet richting Galluswarte, waarna een nieuw goederen- en rangeerstation van de Hessische Ludwig-Bahn-Gesellschaft werd gebouwd, met een nabijgelegen treinverbinding. Het oostelijke uiteinde van de Mainzer Landstraße, weerspiegeld in de gasfabriek, is nu herkenbaar als woonwijk. Tegenwoordig maakt dit gebied deel uit van Westend-Süd. In 1892 werd op basis van het officiële bestemmingsplan een stratenplan opgesteld en gepubliceerd. De breedte van de weg tussen de twee oevers was 26-28 meter. Omdat er al eerder aan de weg was gebouwd, werd de stad vriendelijk behandeld: eerst de bouw, dan de bouw.
Het aantal fabrieken groeide snel. Om arbeiders te vervoeren, werd een tramlijn aangelegd van het centraal station via de Bahnstrasse en de Mainzer Landstraße naar de Galluswarte. In 1898 begon de stad Frankfurt met de elektrificatie van de trams, waarbij de stroom werd geleverd via een bovenleiding. Tests met de accutram toonden aan dat de tram elke drie kilometer moest worden opgeladen, wat het gebruik van accu's tegensprak. De accufabriek aan de Mainzer Landstraße verdween enkele jaren na dit faillissement..

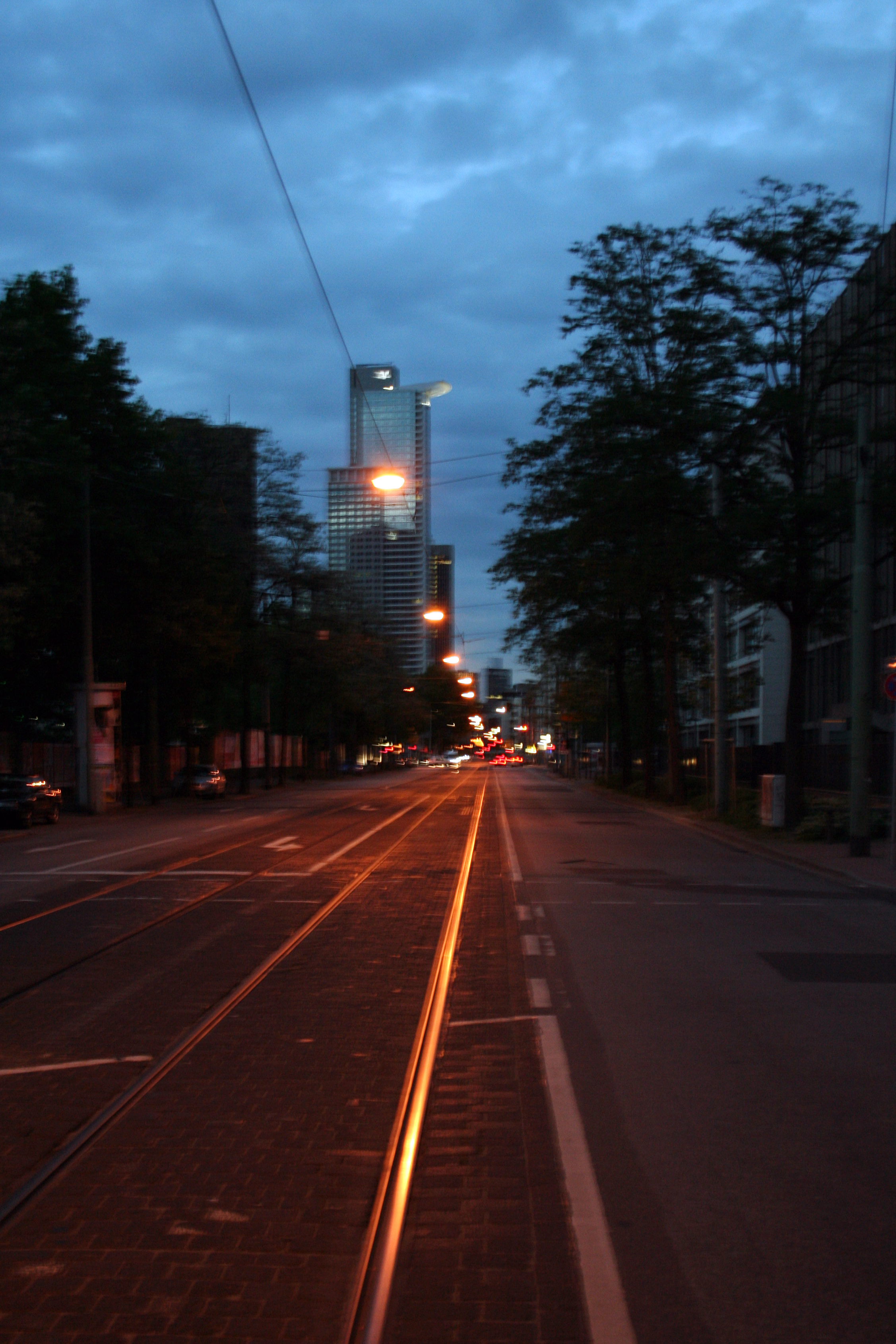
In het Gallusviertel bij zonsondergang, kijkend naar het oosten. Op de achtergrond de hoogbouw Westendstraße 1

In 1910 was de industrialisatie grotendeels voltooid: tussen Güterplatz en Galluswarte stond een kilometerlange, aaneengesloten rij statige kantoorgebouwen, waarachter zich in de zijstraten eenvoudige fabrieksgebouwen en handelsbedrijven bevonden. Ook de parallelle straten speelden een rol in het industrialisatieproces. Aan de Kleyerstraße verrezen de Adlerwerke (Adlerfabrieken) en werden nutsbedrijven opgericht. Naarmate de Mainzer Landstraße verder westwaarts liep, verrezen aan de noordzijde woongebouwen en aan de zuidzijde meer fabrieksgebouwen. De nieuwe bedrijven aan de Mainzer Landstraße richtten zich op de moderne industrieën van die tijd: auto's en communicatietechnologie. De handelsruimte was echter nog te klein voor de groeiende industrie en de vraag naar grond dreef de prijzen op. In 1901 begon de stad Frankfurt met de planning van de Osthafen (Oosthaven), die een industriële haven en het centrum van een nieuw handelsgebied in het oosten van de stad moest worden.
Aan het begin van de Eerste Wereldoorlog waren er 40 productiebedrijven aan de Mainzer Landstraße gevestigd. Tot de belangrijkste bedrijven die vandaag de dag nog steeds bestaan, behoren de particuliere telefoonmaatschappij Harry Fuld & Co., Elektro-Normaluhr-Firma mbH, Gesellschaft für elektrische Anlagen mbH en de telefoon- en telegraafbouwonderneming Lehner & Co., die na de "arisering" opgingen in Telefonbau und Normalzeit GmbH. Deze bedrijven hadden vaak een eigen spooraansluiting op het rangeerterrein, waardoor er nog steeds losse rails uit deze periode in de grond te vinden zijn.
Sinds de voltooiing van de Höchster-bypass (aanvankelijk Reichsstraße 40, daarna Bundesstraße 40, tegenwoordig Bundesautobahn 66 en Bundesautobahn 648 ) in 1934 heeft de Mainzer Landstraße alleen het binnenstedelijk verkeer bediend. De weg kreeg de status van een provinciale weg (K 803) .

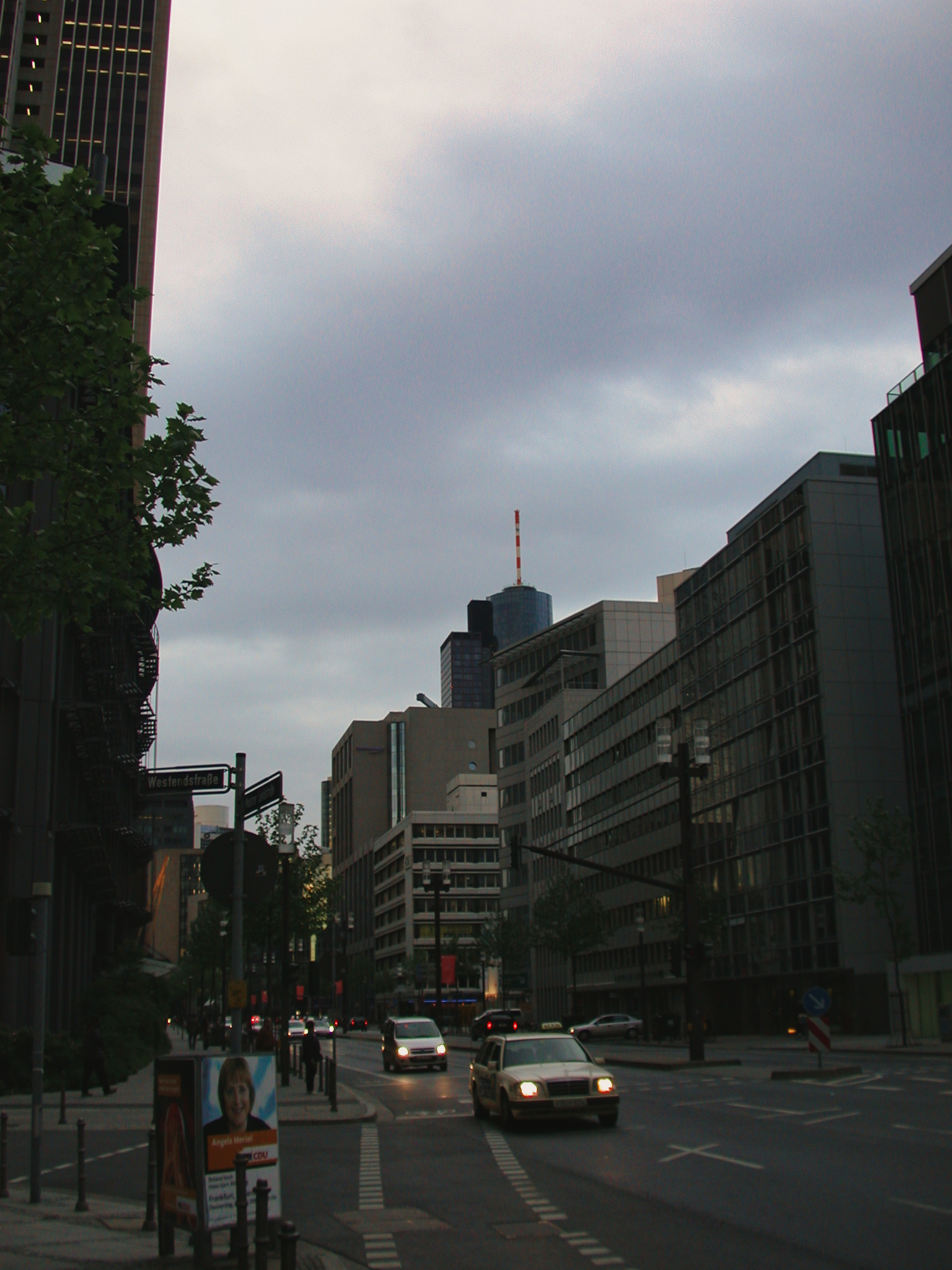
Tussen Westend en Bahnhofsviertel, zicht naar het oosten

## Cursus
De Mainzer Landstraße loopt vanuit het centrum van Frankfurt westwaarts door de wijken Westend, Bahnhofsviertel, Gallus, Griesheim en Nied .

### Westend/Bahnhofsviertel
De straat begint bij de Taunusanlage, onderdeel van de Frankfurt Wallanlagen, vlak bij de wolkenkrabber van de Deutsche Bank . Het eerste gedeelte tussen Taunusanlage en Platz der Republik vormt de grens tussen de wijken Westend en Bahnhofsviertel. Aan de noordelijke Westend-zijde staan zes bekende wolkenkrabbers van Frankfurt kort op elkaar: de twee torens van de Deutsche Bank (elk 155 meter), het Trianon (186 meter), het Frankfurter Büro Center (142 meter), de Westendstraße 1 (208 meter) en ten slotte, aan de Platz der Republik, het City-Haus I (142 meter).

### Gallus

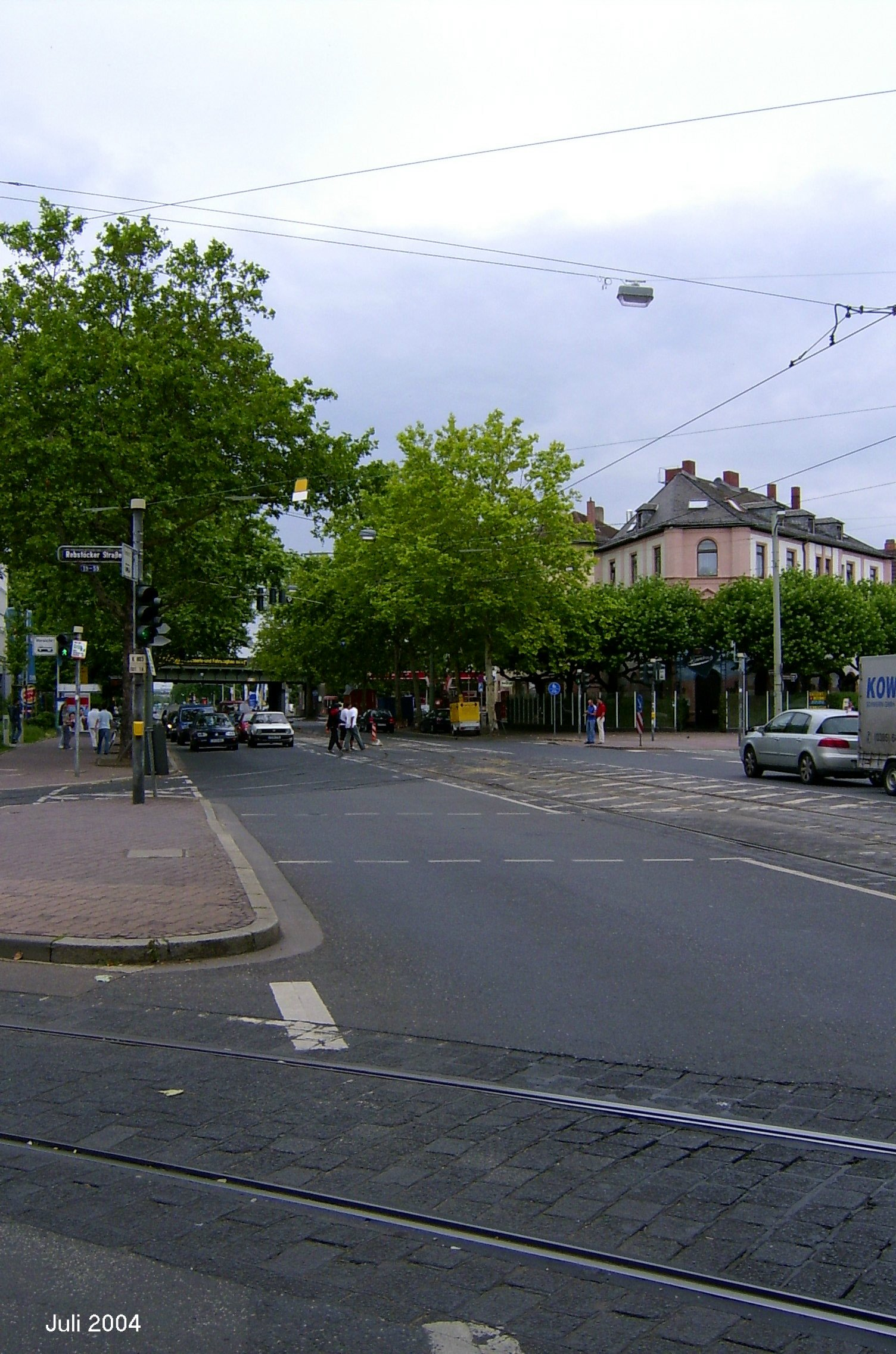
In Gallus, vlakbij de Rebstöcker Straße

Ten westen van het plein begint het Gallusviertel, waarvan de centrale as de straat vormt. Op het Galluswarteplein met de Galluswarte-wachttoren uit de 15e eeuw. De Mainzer Landstraße kruist aan het begin van de 19e eeuw het inmiddels niet meer zichtbare verloop van de voormalige buitenstadsversterking, de Frankfurter Landwehr . Op deze plaats vormt de brug van de Main-Weser-spoorlijn ( S-Bahn-station Galluswarte ) nu een zichtbare grens tussen het stadscentrum en het westen van Frankfurt. Het gedeelte van de straat in Gallus staat bekend om de vele autodealers die er gevestigd zijn. Ter hoogte van de Rebstöcker Straße ligt de Gustavsburgplatz aan de Mainzer Landstraße.

### Griesheim
Op de grens tussen Gallusviertel en Griesheim loopt de Mainzer Landstraße onder de snelweg A5 door. Het Griesheim-gedeelte ligt in een groot commercieel gebied met benzinestations, hypermarkten en, tot november 2024, een grote bioscoop.  Ten noorden van de Mainzer Landstraße ligt de nederzetting Eberhard-Wildermuth en ten zuiden de nederzetting Espenstraße .

### Nied

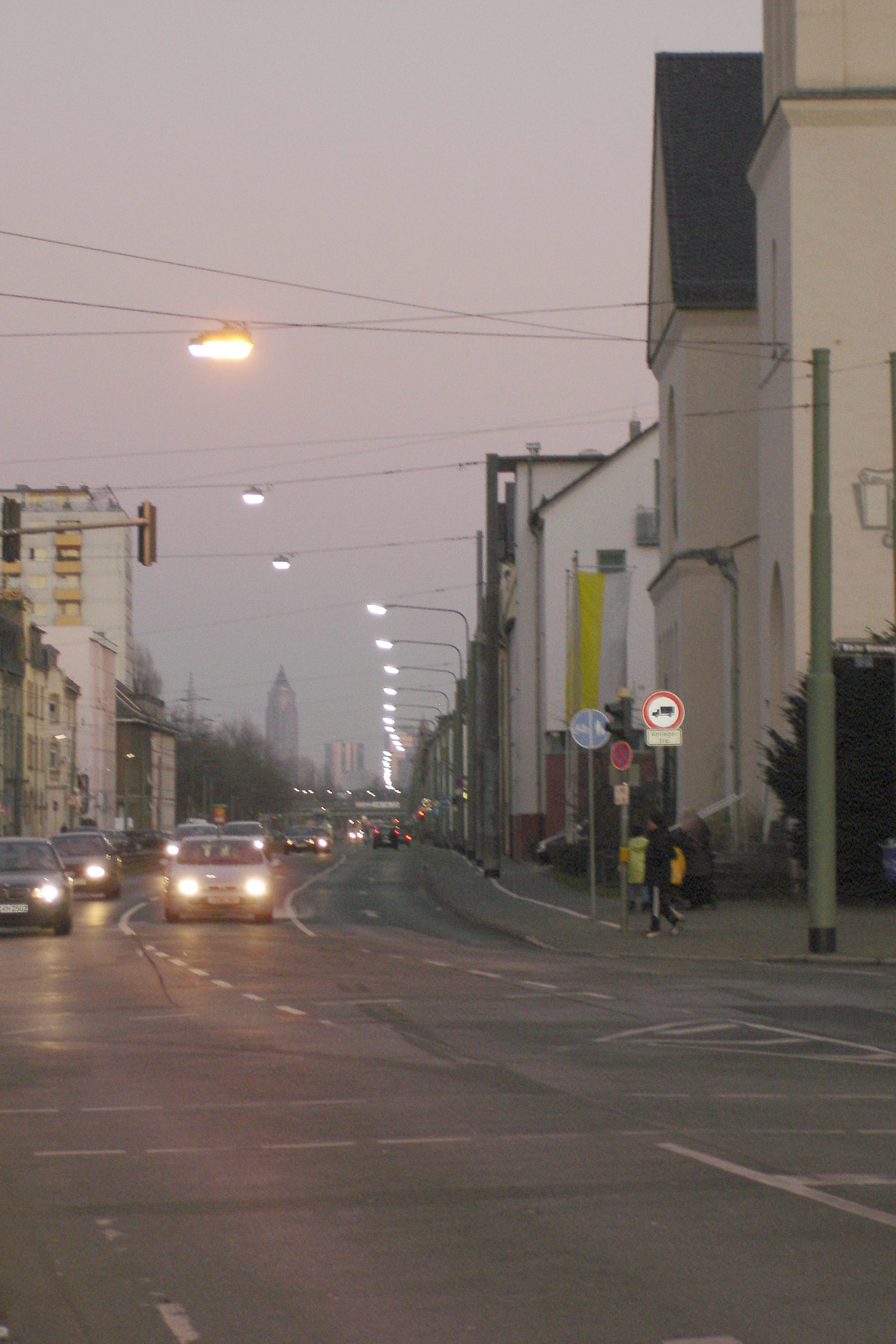
Uitzicht vanaf de kerk van Nied op de stad. Aan de horizon de Messeturm

Tussen de wijken Griesheim en Nied gaat het snelwegachtige gedeelte van de federale weg 40 (zuidelijke rondweg Höchst/luchthaventoegangsweg) over in de Mainzer Landstraße. In Nied loopt de weg dwars door de wijk, met aan beide kanten woongebouwen in een gesloten perifere bebouwing. Enkele meters ten oosten daarvan kruist de Mainzer Landstraße de rivier de Nidda, vlak voordat deze in de Main uitmondt. Een voorgespannen betonnen brug uit de jaren vijftig werd in juni 2007 afgebroken en vervangen door een nieuwe brug. Na de Nidda-brug wordt de Mainzer Landstraße Bolongarostraße .

### Maximaal
Mainzer Landstraße eindigt bij Bolongarostraße. De landweg naar Mainz leidde via de Bolongarostraße en het verlengde daarvan, de Brüningstraße, door de oude binnenstad van Höchst naar het industriepark Höchst, het fabrieksterrein van de voormalige Hoechst AG . Tot de weg in 1957 werd afgesloten, liep de provinciale weg door de fabriek naar het district Sindlingen en verder naar Mainz.

## tram
Vanaf de Platz der Republik, de kruising met de Alleenring, wordt de Mainzer Landstraße doorlopend bediend door de Frankfurter tramlijnen 11 en 21, en gedeeltelijk ook door lijn 14. In Gallus loopt de trein over spoorlijnen die direct op de rijbaan zijn aangelegd, van de Mönchhofstraße tot aan de Niddabrücke via een aparte route. De kruising met de rijksweg 40 wordt door de tram over een verhoogd spoorwegachtig viaduct overgestoken.
- Virtual International Authority File: 241867271